# ササメキ
『ササメキ』は、ゴツボ×リュウジによる日本の漫画短編集である。『ササメケ』と『ササナキ』の単行本の帯にはいろいろな漫画家が推薦文を寄せているが、『ササメキ』では久米田康治が書いている。

## 収録作品
- 青春のささめき - 『ササメケ』の前身の漫画。
  - 青春のささめき6 〜Knockin' Heaven's Door〜
  - 青春のささめき7 〜サッカー・パンチ〜
  - 青春のささめき7.5 〜青春のささめkiss〜
  - 青春のささめきFINAL（多分）
  - 青春のささめき0.5
- 新人賞 & 連載への道 - 一回のはずだった1ページ漫画が10ヶ月以上続いたもの。
  - 新人漫画賞への道
  - ドラゴン!! 連載への道
- JET! 侍 - 当初はこの作品で連載を目指していた。
  - JET! 侍
  - JET! 侍２
  - JET! 侍Ver.1.5 〜花とダチョウとたまごかけ〜
  - JET! 侍Ver.2.5
- 桃組名作劇場 - 『エース桃組』に描いた短編2作。
  - Girls Go West! 〜西遊少女過激団〜
  - 桃から生まれたモモエちゃん